# Le Mesnil-Amand
Le Mesnil-Amand är en kommun i departementet Manche i regionen Normandie i norra Frankrike. Kommunen ligger i kantonen Gavray som tillhör arrondissementet Coutances. År 2018 hade Le Mesnil-Amand 162 invånare.

## Befolkningsutveckling
Antalet invånare i kommunen Le Mesnil-Amand
| Referens: INSEE |